# Assan Ouédraogo
Forzan Assan Ouédraogo (* 9. Mai 2006 in Mülheim an der Ruhr) ist ein deutscher Fußballspieler, der bei RB Leipzig unter Vertrag steht. Er wird variabel im defensiven Mittelfeld, auf den Flügelpositionen und im offensiven Mittelfeld eingesetzt.

## Karriere

### Vereine
Ouédraogo begann das Fußballspielen in seinem Geburtsort beim Mehrspartensportverein TuS Union 09 Mülheim und spielte dort bis ins Jahr 2014. Danach wechselte er in die Nachwuchsabteilung des FC Schalke 04, mit der er unter Cheftrainer Onur Cinel dazu beitrug, dass die Mannschaft in der Saison 2021/22 die B-Juniorenmeisterschaft erreichen konnte. Beim FC Schalke 04 hat er einen langfristigen Fördervertrag mit einer Option für den Verein, diesen in einen bis 2027 laufenden Lizenzspielervertrag umzuwandeln. In der Saison 2022/23 kam er vermehrt zu Einsätzen in der A-Jugend. Bei seinem Pflichtspieldebüt zum Saisonauftakt am 28. Juli 2023 erzielte er bei der 3:5-Niederlage im Auswärtsspiel gegen den Hamburger SV mit dem Treffer zum 1:1 in der 22. Minute gleich sein erstes Tor in der 2. Bundesliga.
Zur Saison 2024/25 wechselte Ouédraogo in die Bundesliga zu RB Leipzig. Er unterschrieb einen Vertrag bis zum 30. Juni 2029.

### Nationalmannschaft
Ouédraogo bestritt sechs Länderspiele für die U16-Nationalmannschaft. Anschließend wurde er für die U17-Nationalmannschaft in den Kader für die Europameisterschaft nominiert. Hier spielte er unter Trainer Christian Wück im defensiven Mittelfeld eine tragende Rolle beim Titelgewinn der deutschen Mannschaft und traf im Finale gegen Frankreich im Elfmeterschießen als letzter Spieler zum 5:4-Sieg.
Mit der deutschen U19-Nationalmannschaft nahm er an der U-19-Europameisterschaft 2025 teil, wo sein Team das Halbfinale erreichte.

## Titel
Nationalmannschaft
- U17-Weltmeister: 2023
- U17-Europameister: 2023

FC Schalke 04
- Deutscher B-Junioren-Meister: 2022
- Meister B-Junioren-Bundesliga West: 2022

Individuell
- Fritz-Walter-Medaille: 2023 in Bronze (U17)

## Sonstiges
Assan Ouédraogo ist der Sohn des aus Burkina Faso stammenden, ehemaligen Fußballspielers Alassane Ouédraogo.